# Violent Soho (альбом)
Violent Soho — второй альбом группы Violent Soho, выпущенный 9 марта 2010 года и записанный на лейбле Ecstatic Peace. 

## Об альбоме
Большинство песен альбома Violent Soho были перезаписаны с первого альбома We Don't Belong Here. Хоть это и не первая запись, именно она считается дебютной записью группы.

## Список композиций
- в США

1. «Here Be Dragons» — 3:15
2. «Jesus Stole My Girlfriend» — 2:57
3. «Son of Sam» — 3:00
4. «My Generation» — 3:02
5. «Muscle Junkie» — 3:16
6. «Outside» — 3:00
7. «Slippery Tongue» — 3:02
8. «Love is a Heavy Word» — 3:05
9. «Bombs Over Broadway» — 3:09
10. «Narrow Ways» — 3:36

- в Австралии

1. «Here Be Dragons» — 3:15
2. «Jesus Stole My Girlfriend» — 2:57
3. «Son Of Sam» — 3:00
4. «My Generation» — 3:02
5. «Muscle Junkie» — 3:16
6. «Outside» — 3:00
7. «Slippery Tongue» — 3:02
8. «Love is a Heavy Word» — 3:05
9. «Bombs Over Broadway» — 3:09
10. «Narrow Ways» — 3:36
11. «Paper Planes» — 3:02